# Dejan Lazić
Dejan Lazić (Zagreb, 1977.) hrvatski je pijanist i skladatelj, rođen u glazbeničkoj obitelji. Njegove svježe interpretacije pijanističkog repertoara svrstale su ga među najtraženije i najnekonvencionanije soliste njegove generacije. 

## Glazbena karijera
Dugačka je lista poznatih orkestara uz koje je nastupao kao solist: Budimpeštanski festivalski orkestar, Londonska filharmonija, Simfonijski orkestar BBC-ja, Rotterdamska filharmonija, Nizozemska filharmonija, Orkestar Philharmonia iz Londona, Simfonijski orkestar grada Birminghama, Bamberški simfoničari, Simfonijski orkestar NDR Hamburg, Helsinška filharmonija, Orkestar Švedskog radija, Danski nacionalni okestar, Kraljevski škotski nacionalni orkestar, Simfonijski orkestar NHK (Japan), Simfonijski orkestar Chicaga, Simfonijski orkestar Atlante, Australski komorni orkestar, te mnogi drugi. 
Pritom je surađivao s dirigentima kao što su Iván Fischer, Vladimir Ashkenazy, Giovanni Antonini, Kirill Petrenko, Robert Spano i John Storgårds. S velikim je uspjehom nastupao i uz vodeće orkestre Dalekog istoka poput Simfonijskog orkestra NHK (Tokio, Japan), i filharmonijskih orkestara Seula i Hong Konga. 2008. godine izveo je u Pekingu Beethovenov Treći klavirski koncert na svečanom koncertu povodom održavanja Olimpijskih igara, pred auditorijem od sedam tisuća posjetitelja, a koncert je prenosila i televizija. 
Održao je i brojne recitale u čuvenim koncertnim dvoranama diljem svijeta: Lincoln Center (New York), Teatro Colon (Buenos Aires), Sydney Opera House i Queen Elizabeth Hall u Londonu. 

## Diskografija
Snimio je više kompaktnih ploča za tvrtku Channel Classics. Dobitnik je prestižne njemačke diskografske nagrade Echo Klassik za snimku Drugog klavirskog koncerta Sergeja Rahmanjinova uz Londonski filharmonijski orkestar pod ravnanjem Kirila Petrenka. Veliki uspjeh je postigao i svojom obradbom Brahmsovog violinskog koncerta za klavir i orkestar koju je i snimio uz Simfonijski orkestar Atlante pod ravnanjem Roberta Spanoa. Obradba je pobudila veliki interes te je izvedena u Londonu (BBC Proms), Amsterdamu (Concertgebouw), kao i u obje Amerike i u Japanu. 
2011. godine snimio je Beethovenov klavirski koncert br. 4 s Australskim komornim orkestrom. Solo CD-ovi (tri pod nazivom "Retrospection" i tri pod nazivom "Liaisons") sadržavaju djela Mozarta, Chopina, Ravela, Scarlattija, Bartoka, Schumanna, Brahmsa, C.P.E. Bacha i Brittena. 

## Kompozicije
Dejan Lazić također je i aktivan skladatelj. Njegov opus uključuje skladbe za klavir, komorne sastave te orkestar, a napisao je i kadence za klavirske koncerte Haydna, Mozarta i Beethovena.
U ljeto 2014. godine praizveo je svoj "Klavirski koncert u istarskom stilu", op. 18 na festivalu u Aspenu, SAD. 

## Nagrade
Dejan Lazić je 2009. godine dobio prestižnu njemačku diskografsku nagradu Echo Klassik za snimku Drugog klavirskog koncerta Sergeja Rahmanjinova uz Londonski filharmonijski orkestar pod ravnanjem Kirila Petrenka.

## Vanjske poveznice
- Dejan Lazić - web stranica
- Dejan Lazić - management web stranica  Arhivirana inačica izvorne stranice od 2. travnja 2015. (Wayback Machine)